# Mauth
Mauth település Németországban, azon belül Bajorországban. Lakosainak száma 2184 fő (2023. december 31.). Mauth Hohenau, Freyung és Mauther Forst községekkel határos.

## Népesség
A település népessége az elmúlt években az alábbi módon változott:
| Lakosok száma | 1331 | 808  | 1561 | 2552 | 2478 | 2277 | 2306 | 2253 | 2202 | 2184 |
|               | 1875 | 1900 | 1950 | 1970 | 1987 | 2013 | 2015 | 2017 | 2021 | 2023 |